# کپوله
کَپُولَه (به فنلاندی: Käpylä) یک منطقهٔ مسکونی در فنلاند است که در هلسینکی واقع شده‌است. کپوله ۱٫۷۷ کیلومتر مربع مساحت و ۸٬۰۸۹ نفر جمعیت دارد.